# Cepolidae (straalvinnigen)
Lintvissen (Cepolidae) vormen een familie van vissen die tot de orde van baarsachtigen (Perciformes) behoren. Het is de enige familie in de superfamilie Cepoloidea. Ze worden aangetroffen in de Atlantische Oceaan, bij Europa en het westen van de Grote Oceaan, inclusief Nieuw-Zeeland. Ze graven holen in zanderige of modderige zeebodems en eten zoöplankton.

## Onderfamilies en geslachten
- Onderfamilie Cepolinae[1]
  - Acanthocepola Bleeker, 1874[1]
  - Cepola Linnaeus, 1764[1]
- Onderfamilie Owstoniinae
  - Owstonia Tanaka, 1908[1]
  - Pseudocepola Kamohara, 1935[1]
  - Sphenanthias Weber, 1913[2]